# Куст сирени
«Куст сирени» — рассказ Александра Куприна, опубликованный 17 октября 1894 года, в газете «Жизнь и искусство» в № 305. Александр Иванович Куприн написал его в 1894 году.

## Сюжет
Николай Евграфович Алмазов, молодой небогатый офицер, посещал занятия в Академии генерального штаба. Все предыдущие экзамены он сдал довольно успешно и подошёл к самому трудному заданию — «инструментальной съёмке местности». Однажды он вернулся домой с лекции и рассказал своей жене — Вере, что план местности, начерченный им, был забракован профессором. Оказалось, что Алмазов во время чертежа плана нечаянно поставил зелёное пятно на нём, и чтобы исправить свою оплошность, на месте пятна он изобразил зелёные кусты. Когда Николай представил свою работу в академии, профессор усомнился в правильности фактов, так как тот знал, что на данном месте кустов никогда не было. Между молодым офицером и профессором завязался спор, в ходе которого профессор обещал на следующий день проверить факты, что грозило Алмазову отчислением. А он и так поступил в Академию Генерального штаба только с третьего раза, и то благодаря постоянной моральной поддержке Верочки. Рассказав всё жене, Николай Евграфович сник окончательно. Вдруг Вера вскочила и стала одеваться. На вопросы мужа она ответила: «Если там нет этих дурацких кустов, то их надо посадить сейчас же… Да, посадить. Если уж сказал неправду, — надо поправлять». Собрав свои драгоценности, Вера вместе с Николаем отправилась в ломбард, где заложила свои серьги, старинное кольцо с солитёром и браслет, на вырученные двадцать три рубля она наняла садовников, которые на указанном месте посадили кусты сирени. На другой день Вера никак не могла усидеть дома и вышла на улицу встретить мужа. Ещё издали, по одной только живой и немного подпрыгивающей походке, узнала, что история с кустами кончилась благополучно… Долго ещё поручик Алмазов рассказывал своей жене, как извинялся профессор, какое было выражение его лица, каким тоном он говорил про свою старость, что при этом чувствовал Коля.

## Художественная идея рассказа «Куст сирени»
Художественная идея рассказа «Куст сирени» — любовь и счастье. Что такое счастье? Каждый человек понимает это по-своему. Для одних — это материальные блага, для других — собственные достижения в науке или творчестве. Для третьих — любовь, благополучие в семье и наличие близкого человека. Кто-то считает, что счастье есть свобода, кто-то — что оно есть понимание… У героини рассказа А. И. Куприна «Куст сирени» Веры Алмазовой есть своё счастье! Идея рассказа взята из жизни самого автора. Ведь А.И. Куприн учился два года в межевом институте в Москве, но не кончил его.

## Название рассказа
Смысл названия неразрывно связан с темой произведения. Сирень для семьи Алмазовых характеризуется новым этапом в жизни.
Рассказ имеет такое название, так как именно куст сирени приносит героям счастье. Николай Алмазов учится в Академии генерального штаба. Это очень тяжело, там сложные экзамены, и из-за случайной ошибки молодой офицер попал в трудную ситуацию. Он с его женой Верой ищут выход, и Верочка находит его. Куст сирени, посаженный за городом, помог Алмазову. Именно куст сирени приносит семье Алмазовых счастье и успокоение.

## Герои рассказа
- Николай Евграфович Алмазов — упорный, но нервозный и неуверенный в своих силах.
- Вера Алмазова (Верочка) — добрая, отзывчивая, самоотверженная, очень любит своего мужа. В любой ситуации сможет найти выход.

## Отношение автора к героям
Автор открыто выражает свои чувства. С большей симпатией Куприн относится к Верочке. Героя автор называет Николай Евграфович, Алмазов (и только Вера называет его Колей). А героиню — Вера, Верочка. Но писателю дороги оба героя. Он пишет о них тепло, заинтересованно. Автор любуется ими.